# Tuca
Tuca (nacida Valeniza Zagni da Silva, 17 de octubre de 1944 - 8 de mayo de 1978) fue una guitarrista, compositora y cantante brasileña. Es conocida por sus colaboraciones con Françoise Hardy en el álbum La Question de Hardy y con Nara Leao en el álbum Dez Anos Depois de Leao, ambos lanzados en 1971.

## Trayectoria
Tuca estudió música clásica en el Conservatorio Musical y Dramático de São Paulo. Cuando era joven, lanzó dos álbumes en Brasil: Meu, Eu en 1966, y Eu, Tuca en el sello Philips en 1968. Ninguno de los dos se vendió bien y en 1969 se mudó a Francia para escapar del represivo régimen militar de Brasil. Estaba tocando y cantando en un restaurante brasileño en París llamado La Feijoada cuando Françoise Hardy conoció su música por primera vez. Como escribió el crítico Diego Olivas: “Un breve viaje a Brasil le mostró a Françoise que a través de la música brasileña podía escapar de su imagen pop cursi. Con Tuca realmente podría explorar nuevos límites”.
Tuca tocó la guitarra y coescribió la mayoría de las canciones del álbum de Hardy de 1971, La Question. Después de un mes de ensayos, Hardy y Tuca grabaron el álbum en París en pocos días. Aunque se vendió mal en ese momento, La Question se convirtió quizás en el disco más conocido de Hardy. Richie Unterberger citó a Hardy diciendo: "Es el único álbum que vuelvo a escuchar con regularidad y creo que todavía tiene fuerza."
Ese mismo año, Tuca tocó la guitarra e hizo arreglos en Dez Anos Depois de Nara Leão, otro músico brasileño exiliado en París por motivos políticos.La Guía Slipcue de Música Brasileña afirmó que "los arreglos sobrios y el acompañamiento acústico distintivo del guitarrista Tuca hacen de este uno de los mejores discos de bossa nova de los últimos tiempos."
Según Hardy, Tuca quedó “enamorada de un joven brasileño que resultaría fatal para ella” y regresó a Brasil. Firmó con el sello brasileño Som Livre, pero grabó su último álbum, Drácula, te amo, en los estudios Château D'Hérouville en las afueras de París. Como escribió Diego Olivas: “Dándole rienda suelta para cantar y tocar como quisiera… Tuca elaboró y vocalizó canciones que hablaban de un dolor mucho más intenso que cualquier cosa que hubiera dejado entrever en el trabajo de Françoise y Nara, con una orquestación que rugía a su alrededor."
Tuca era lesbiana. Françoise Hardy contó en su libro que estaba enamorada de la actriz italiana Lea Massari que estaba casada.
Falleció por problemas de salud en 1978 a los 33 años.

## SDiscografía
- 1974: Drácula, te amo (guitarra, voz, composición, arreglos)
- 1971: La Question de Françoise Hardy (guitarra, composición, arreglos)
- 1971: Dez Anos Depois de Nara Leão (guitarra, composición, arreglos)
- 1968: Eu, Tuca (guitarra, voz, composición, arreglos)
- 1966: Meu, Eu (guitarra, voz, composición, arreglos)